# هاکز بی هرالد تریبون
هاکز بِی هرالد تریبون روزنامه‌ای نیوزلندی که از سال ۱۹۳۷م. تا ۱۹۹۹م. منتشر می‌شد. منطقه تحت پوشش توزیع این روزنامه خلیج هاوک، بود و دفتر آن در هاستینگز مستقر بود.

## تاریخچه
این روزنامه در سال ۱۹۳۷م. از ادغام سه روزنامۀ هاکز بِی هرالد مستقر در ناپیر و اهوریری ادوکیت که از سال ۱۸۵۷م. منتشر می‌شد و همچنین هاکز بی تریبون مستقر در هیستینگز شکل گرفت. این ادغام به دلیل مشکلاتی بود که هرالد پس از زلزله ۱۹۳۱م. در ناپیر با آن مواجه شد در این زلزله ساختمان روزنامه ویران شد و در نتیجه خدمات چاپ این روزنامه در شش سال آخر فعالیت توسط همسایه هستینگزی انجام گرفت.
هاکز بِی تریبون از سال ۱۸۹۶م. با نام هیستینگز استاندارد دوباره به فعالیت پرداخت و در سال ۱۹۱۰م. به هاستینگز تریبون تغییر نام داد. اگرچه ساختمان این روزنامه در اثر زلزله ۱۹۳۱م. به شدت آسیب دید، اما وضعیت بهتری نسبت به روزنامه هاکز بِی هرالد داشتند و به همین دلیل چاپ هاکز بِی را نیز بر عهده گرفتند. .
در سال ۱۹۹۹م. هاوکز بِی هرالد مستقر در نایپر با  دیلی تلگراف ادغام شد و روزنامۀ جدیدی به نام هاکز بِی تودی شکل گرفت.